# Криза (прикраса)

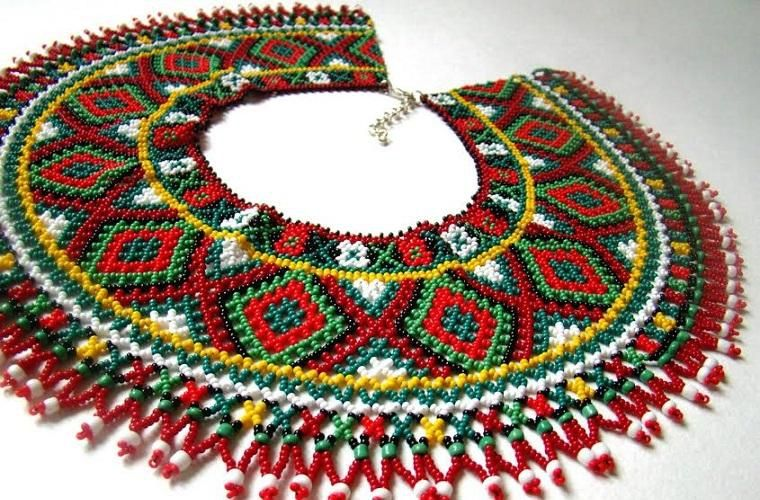
Криза (один з різновидів ажурної силянки). Карпатський регіон. Автор виробу Марія Чулак

Криза, дробинка, кривулька (Лемківська кри́за) — шийна прикраса у вигляді широкої стрічки, виготовленої з бісеру, нанизаних на нитку. Являє собою святковий округлий комірець, є різновидом силянки, що спускається на плечі. Характерна для лемків, рідше траплялася в бойків та гуцулів. Назва виробу «кри́за» має німецьке походження — від слова Kreis (коло, округ). Синоніми — ґерда́ник, ґерда́нка, лу́чка, си́лянка, сильо́ванка, силенка, плете́нка, плеті́нка, драби́нка, о́чко, га́лочка, пу́пчики, ла́нка, дроби́нка, коро́лька.
Такі ж прикраси з бісеру носили скіфи, єгиптяни, греки. Нині їх використовують ескімоси у Гренландії, індіанці, чуваші, ерзя, мокша, удегейці, масаї в Африці, даяки у Малайзії...